# Сен-Марк-а-Лубо
Сен-Марк-а-Лубо́ (фр. Saint-Marc-à-Loubaud) — коммуна во Франции, находится в регионе Лимузен. Департамент коммуны — Крёз. Входит в состав кантона Жантиу-Пижроль. Округ коммуны — Обюссон.
Код INSEE коммуны — 23212.

## Население
Население коммуны на 2010 год составляло 137 человек.
| 1962 | 1968 | 1975 | 1982 | 1990 | 1999 | 2010 |
| ---- | ---- | ---- | ---- | ---- | ---- | ---- |
| 202  | 166  | 134  | 107  | 91   | 122  | 137  |

## Экономика
В 2010 году среди 84 человек трудоспособного возраста (15—64 лет) 60 были экономически активными, 24 — неактивными (показатель активности — 71,4 %, в 1999 году было 71,8 %). Из 60 активных жителей работали 50 человек (27 мужчин и 23 женщины), безработных было 10 (6 мужчин и 4 женщины). Среди 24 неактивных 1 человек был учеником или студентом, 16 — пенсионерами, 7 были неактивными по другим причинам.